# Okrogar
Okrogar je priimek več znanih Slovencev:
- Anton Okrogar (1923—1955), delavec, partizan in narodni heroj Jugoslavije